# Immigrazione algerina in Francia
L'immigrazione algerina in Francia è costituita da persone di origine o nazionalità algerina che vivono nel paese d'oltralpe. Le persone di origine algerina rappresentano un grande numero della popolazione totale in Francia. Alcuni sono immigrati durante il dominio coloniale a partire dagli anni '20, un gran numero ha scelto di emigrare in Francia a partire dagli anni '60 a causa dei disordini politici in Algeria.

## Immigrazione
L'immigrazione degli algerini in Francia avvenne in più ondate: dal 1913 al 1921, dal 1922 al 1939 e dal 1940 al 1954. Durante gli anni 1947-1953, in particolare, la Francia vide un grande afflusso di immigrati maghrebini. Gli immigrati legali algerini sono stati 740 000 in questi anni.
Negli anni '50, il governo francese cominciò a incoraggiare l'emigrazione algerina come risultato della pressione delle imprese; questa era in parte causata dalla mancanza di lavoratori nella Francia del secondo dopoguerra. Nel dicembre 1958, la Francia istituì il Fondo d'Azione Sociale, che sostenne gli immigrati africani stanziando 500 milioni di franchi per i rifugi e gli alloggi degli immigrati maghrebini. Tuttavia, la situazione in cui si trovavano questi immigrati era ancora sgradevole a causa dei loro datori di lavoro, che li assumevano come servi a contratto. Così, venivano pagati con salari bassi e ricevevano pochi aiuti dal governo rispetto agli altri lavoratori. Alla fine, molti di loro furono deportati in Africa. Tuttavia, alla fine degli anni '50, l'arrivo in Francia di migranti algerini cominciò a superare il numero di quelli deportati, dando luogo a un forte aumento della popolazione algerina francese.
Negli anni '60, gli algerini continuarono a tentare di immigrare in Francia. Molte di queste persone ottennero visti di lavoro di tre mesi, riflettendo la loro intenzione di lavorare in Francia per un breve periodo di tempo prima di tornare a casa. Tuttavia, il governo francese considerò questa come una mossa ostile, presumendo che questi immigrati intendessero rimanere nel paese in modo permanente. Così, il governo ha continuato a deportare regolarmente gli algerini. Era richiesto loro di avere un indirizzo francese per rimanere nel paese, cosa che la maggior parte degli immigrati algerini aveva. Tuttavia, i funzionari semplicemente non credevano all'autenticità della loro identificazione e dei loro documenti; così, negli anni '60, il governo francese deportò il 5-8% degli immigrati africani. Nel 1968, c'erano 40 000 africani in Francia.

## Cause dell'immigrazione
Il movimento immigratorio dei magrebini in Francia è generalmente attribuito a fattori di spinta. In Algeria c'erano poche opportunità di muoversi liberamente nella società, così molti erano motivati a migrare in Francia per una vita migliore. Anche la presenza di un gap di opportunità economiche post-coloniale quando l'Algeria fu liberata dopo la guerra d'Algeria contribuì all'aumento degli immigrati algerini. Inoltre, alcuni maghrebini emigrarono in Francia perché avrebbero avuto più libertà politica per protestare contro la soppressione francese in Algeria che nel loro paese d'origine.

## Storia

### Ruolo degli algerini nella seconda guerra mondiale
Dal 1943 al 1945, circa 200 000 magrebini si arruolarono nelle forze armate francesi. Inoltre, altri 100 000 maghrebini parteciparono allo sforzo bellico lavorando nelle industrie belliche.

### Dopo la seconda guerra mondiale
Mentre i maghrebini giocarono un ruolo significativo nello sforzo bellico della Francia, il loro contributo fu ignorato dopo la guerra. Piuttosto, il governo francese continuò la sua oppressione in Algeria, facendo infuriare i nordafricani in Francia e causando la nascita di gruppi per i diritti degli africani. I gruppi per i diritti africani includono il Partito Populista Algerino e il Movimento per il Trionfo delle Libertà Democratiche.

## Razzismo
Negli anni '50, il governo francese usò il razzismo come strumento per delegittimare gli sforzi dei gruppi nazionalisti africani. Il governo usò le tensioni tra i diversi gruppi per dipingere gli immigrati algerini come barbari nelle campagne di propaganda. Questo fu enormemente efficace, influenzando negativamente l'opinione pubblica sugli immigrati africani. Il sondaggio del 1953 dell'Istituto Nazionale di Studi Demografici mostrò che i nordafricani e i tedeschi erano all'ultimo posto per simpatia verso gli immigrati. Questo impatto è esemplificato da un pezzo pubblicato da L'Aurore, un periodico francese, in cui è stato scritto:
(L'Aurore, 1954)
Negli anni '60, questo tipo di propaganda razziale continuò con l'aiuto degli istituti di salute pubblica. Hanno preso di mira gli immigrati algerini insieme ad altri immigrati africani provenienti da Mauritius, Mali e altri paesi. Uno studio, pubblicato nel 1963, intitolato Les travailleurs noirs dans la region parisienne, delineava le ragioni per cui, per ragioni di salute pubblica, gli immigrati africani non erano utili per la Francia:
(Les travailleurs noirs dans la region parisienne)
Questo rapporto citava anche le diete percepite degli africani come motivo per rifiutarli come lavoratori. Questi funzionari della sanità pubblica avevano l'impressione che gli africani mangiassero solo cibi semplici come riso e fagioli e, quindi, non potevano sopravvivere al pesante carico di lavoro richiesto loro in Francia. In realtà, gli africani mangiavano una varietà di cibi sani e pasti equilibrati. Questo rapporto sosteneva inoltre che queste carenze alimentari significavano che gli africani erano afflitti da malattie. Così, agli immigrati africani in Francia era richiesto di portare con sé dei libretti con informazioni mediche dettagliate e spesso venivano fermati e controllati a caso dai funzionari francesi.
Questo tipo di pregiudizio razziale ha mostrato una rinascita alla fine degli anni '80 e all'inizio degli anni '90 con il partito politico francese, il Fronte Nazionale. Jean-Marie Le Pen, il leader del partito, conduceva con lo slogan "Due milioni di immigrati, due milioni di disoccupati". Le Pen è anche citato per aver detto "Sì, credo nella disuguaglianza razziale... non tutti hanno la stessa capacità di evolversi". Durante questo periodo, i libri con bambini neri in copertina furono vietati. Con il progredire degli anni '90, l'influenza del Fronte Nazionale crebbe. Il gruppo prese il controllo politico della città francese di Tolone e promise di negare l'alloggio agli immigrati africani che vivevano in città.

## Gruppi etnici

### Arabi
Gli arabi costituiscono la maggioranza degli algerini che vivono in Francia.

### Berberi
I berberi in Francia costituiscono una parte significativa della comunità algerina nel paese.

### Ebrei
Dopo l'indipendenza dell'Algeria nel 1962, la maggior parte degli ebrei algerini, avendo ottenuto la cittadinanza francese nel 1870, se ne andarono con i pieds-noirs. La stragrande maggioranza si trasferì in Francia e il resto si trasferì in Israele. Oggi, la maggior parte degli ebrei in Francia sono di origine maghrebina.

### Turchi
Ci sono diverse migliaia di turchi algerini che vivono in Francia, essendo emigrati o discendendo da genitori giunti nel paese dall'Algeria piuttosto che dalla Turchia. Alcuni algerini di origine turca hanno contribuito alle arti, allo sport e alla politica in Francia. Per esempio, Nafissa Sid-Cara, che fu il primo ministro donna a servire nella Quinta Repubblica francese, nonché la prima donna musulmana in assoluto a servire come ministro in un governo francese, nacque in una famiglia di origine turca che si era stabilita in Algeria; anche suo fratello Chérif Sid-Cara fu un notevole politico e medico. Altri importanti politici francesi di origine algerino-turca includono Mourad Kaouah che servì come deputato di Algeri dal 1958 al 1962. Tra gli scrittori degni di nota vi sono Leïla Chellabi, nata in Marocco, il cui padre era un turco algerino che ha ottenuto la cittadinanza francese; Mustapha Haciane è nato in Algeria da una famiglia turca e attualmente risiede a Parigi; Leïla Sebbar è paternamente di origine turca da parte di sua nonna. Ci sono anche diversi sportivi degni di nota di origine algerino-turca, tra cui l'ex saltatore con l'asta e olimpionico Patrick Abada e i calciatori Benjamin Stambouli e Mustapha Stambouli. Numerose fonti affermano che l'attrice Isabelle Adjani è paternamente di origine algerino-turca.